# Ивенский, Семён Георгиевич
Семён Гео́ргиевич И́венский (15 декабря 1924, Москва — 5 марта 2021, Израиль) — искусствовед, коллекционер, музейный работник, художник. Кандидат искусствоведения, член Союза художников России. Автор книг, посвящённых искусству экслибриса. На его имя сделано более тысячи экслибрисов художниками разных стран.
Дочери Ольга Ивенская (9 февраля 1968 Вологда), Лидия Ивенская (5 июля 1972 Вологда)
Внучки Ивенская Валерия Александровна  (20 октября 2001 Ярославль), Хрусталева София Дмитриевна (8 августа 2008 Вологда).

## Биография
Родился в 1924 году в Москве. Во время Великой Отечественной войны был в эвакуации на Урале, где работал на танковом заводе в Нижнем Тагиле. В 1953 году окончил факультет теории и истории искусства Института имени Репина (Ленинград).
В 1953—1973 — директор картинной галереи в Вологде, в 1974—1979 — заместитель директора картинной галереи в Тюмени.
В 1980 году в издательстве "Книга" вышло его исследование "Книжный знак. История, теория, практика художественного развития". Микроскопический по тем временам тираж (8000 экз.) мгновенно разошёлся по стране и за рубежом.  Издание не переиздавалось. На сегодняшний день монография Ивенского в коллекционном виде и выделенная из выдающихся библиофильских собраний, подтверждённая владельческими знаками или инскриптами, считается редкостью.
Автор десятков научных статей, а также нескольких монографий, посвящённых российским живописцам и мастерам экслибриса. С 1960-х годов публиковал статьи по искусству экслибрисов художников В. А. Фролова, Г. А. Кравцова, Ярослава Водрашки, А. И. Калашникова, В. А. Марьина, В. В. Тимофеева и вологжан Н. и Г. Бурмагиных, А. Т. Наговицына, А. В. Сергеева, Л. Н. Щетнева и других.
Репатриировался в 1996 году. Жил недалеко от города Хайфа в кибуце «Бейт а-Эмек», расположенном в Галилее на севере Израиля.
15 декабря 2009 года в Вологодской областной универсальной научной библиотеке состоялось открытие выставки экслибрисов коллекции Семена Ивенского, посвященной его 85-летию.

## Основные работы

### Книги
- Ивенский С. Г. Мастера русского экслибриса / С. Г. Ивенский; Оформление Л. Г. Епифанова. — Л.: Художник РСФСР, 1973. — 336 с. — 10 000 экз. (в пер.)
- Ивенский С. Г. Книжный знак. История, теория, практика художественного развития. Рецензенты: профессор. доктор искусствоведения. член-корр. АН СССР А. А. Сидоров, искусствовед М. Ю. Панов. Москва : Книга,  1980. - 272 с., иллюстрации. 8000 экз.